# Jennifer Jones (curling)
Pour les articles homonymes, voir Jennifer Jones (homonymie) et Jones.
Jennifer Jones est une curleuse canadienne née le 7 juillet 1974 à Winnipeg, au Manitoba. Elle a remporté la médaille d'or du tournoi féminin aux Jeux olympiques d'hiver de 2014 à Sotchi, en Russie.

## Débuts et vie personnelle
Jennifer Judith Jones est née à Winnipeg, elle est la fille de Larry et Carol Jones, deux joueurs de curling. Elle a également une sœur, Heather, qui a 18 mois de plus qu'elle. Durant son enfance, Jones était souvent décrite comme timide. Son intérêt pour le curling a commencé dans une garderie du St. Vital Curling Club. Larry Jones a commencé à lui enseigner le curling quand elle avait 11 ans. Elle a fréquenté l'école General Vanier à South Winnipeg de la maternelle à la quatrième, après quoi elle a fréquenté le Windsor Park Collegiate. À cette époque, Jones était un expert en volley-ball et en curling. « Quand j'étais au lycée, j'ai vraiment dû faire un choix, et c'est en fait mon entraîneur de volleyball qui m'a dit que je devais choisir entre le volleyball et le curling, et j'ai choisi le curling », a-t-elle déclaré à la CBC . Elle a fréquenté l' Université du Manitoba de 1999 à 2001.
À l’Université du Manitoba, elle a obtenu une licence en psychologie et en économie et une licence en droit En 2008, elle était juriste d'entreprise chez Wellington West Capital. Elle a ensuite travaillé pour la National Bank Financial en tant qu'avocate (à partir de 2013) et conseillère juridique principale (à partir de 2018). Depuis 2019, en plus d'être avocate, Jones donne des conférences dans lesquelles elle adopte un discours motivants. Jones est mariée à l'ancien champion du monde de curling Brent Laing de l'Ontario; leurs filles sont nées le 13 novembre 2012 à Barrie, en Ontario,, et le 18 août 2016,. Fin 2016, Jones a déménagé à Horseshoe Valley, près de Barrie, en Ontario, avec son mari et leurs filles. En 2015, Curling Canada a changé sa politique de résidence, permettant ainsi aux membres des équipes de vivre en dehors de la province qu'ils représentent. Cette décision a permis à Jennifer Jones de continuer à représenter Manitoba.